# Isla Afelpada del Sur
La isla Afelpada del Sur (en inglés: South Fur Island) es una isla del noroeste del archipiélago de las Malvinas, que forma parte del grupo de las islas Las Llaves. Se encuentra al norte del arrecife Gibraltar, al sur de la isla de los Arrecifes, y al oeste de la Isla del Rosario, siendo además la más austral de las islas Sebaldes.
Según la Organización de las Naciones Unidas es un territorio no autónomo cuya potencia administrante es el Reino Unido, como territorio británico de ultramar de las Islas Malvinas, y cuya soberanía es reclamada por Argentina como parte del Departamento Islas del Atlántico Sur de la Provincia de Tierra del Fuego, Antártida e Islas del Atlántico Sur.